# Lukas Weißhaidinger
Lukas Weißhaidinger (ur. 20 lutego 1992 w Schärding) – austriacki lekkoatleta, kulomiot i dyskobol. Brązowy medalista igrzysk olimpijskich w Tokio.

## Osiągnięcia
| Rok  | Impreza                                   | Miejsce        | Konkurencja            | Pozycja     | Wynik |
| ---- | ----------------------------------------- | -------------- | ---------------------- | ----------- | ----- |
| 2009 | Mistrzostwa świata juniorów młodszych     | Bressanone     | pchnięcie kulą (5 kg)  | 4. miejsce  | 20,19 |
| 2009 | Letni festiwal młodzieży Europy           | Tampere        | pchnięcie kulą (5 kg)  | 1. miejsce  | 20,35 |
| 2009 | Letni festiwal młodzieży Europy           | Tampere        | rzut dyskiem (1,5 kg)  | 1. miejsce  | 60,94 |
| 2010 | Mistrzostwa świata juniorów               | Moncton        | pchnięcie kulą (6 kg)  | 6. miejsce  | 19,03 |
| 2011 | Mistrzostwa Europy juniorów               | Tallinn        | rzut dyskiem (1,75 kg) | 1. miejsce  | 63,83 |
| 2015 | III liga drużynowych mistrzostw Europy    | Baku           | pchnięcie kulą         | 3. miejsce  | 18,48 |
| 2016 | Igrzyska olimpijskie                      | Rio de Janeiro | rzut dyskiem           | 6. miejsce  | 64,95 |
| 2017 | Puchar Europy w rzutach                   | Las Palmas     | rzut dyskiem           | 1. miejsce  | 65,73 |
| 2017 | II liga drużynowych mistrzostw Europy     | Tel Awiw       | rzut dyskiem           | 1. miejsce  | 65,66 |
| 2017 | Mistrzostwa świata                        | Londyn         | rzut dyskiem           | 9. miejsce  | 63,76 |
| 2018 | Puchar Europy w rzutach                   | Leiria         | rzut dyskiem           | 6. miejsce  | 61,82 |
| 2018 | Mistrzostwa Europy                        | Berlin         | rzut dyskiem           | 3. miejsce  | 65,14 |
| 2019 | II liga drużynowych mistrzostw Europy     | Varaždin       | rzut dyskiem           | 1. miejsce  | 63,99 |
| 2019 | Mecz Europa – USA                         | Mińsk          | rzut dyskiem           | 1. miejsce  | 67,22 |
| 2019 | Mistrzostwa świata                        | Doha           | rzut dyskiem           | 3. miejsce  | 66,82 |
| 2021 | Igrzyska olimpijskie                      | Tokio          | rzut dyskiem           | 3. miejsce  | 67,07 |
| 2022 | Mistrzostwa świata                        | Eugene         | rzut dyskiem           | 10. miejsce | 63,98 |
| 2022 | Mistrzostwa Europy                        | Monachium      | rzut dyskiem           | 9. miejsce  | 63,02 |
| 2023 | III dywizja drużynowych mistrzostw Europy | Chorzów        | rzut dyskiem           | 1. miejsce  | 62,12 |
| 2023 | Mistrzostwa świata                        | Budapeszt      | rzut dyskiem           | 7. miejsce  | 65,54 |
| 2024 | Mistrzostwa Europy                        | Rzym           | rzut dyskiem           | 2. miejsce  | 67,70 |
| 2024 | Igrzyska olimpijskie                      | Paryż          | rzut dyskiem           | 5. miejsce  | 67,54 |
| 2025 | II dywizja drużynowych mistrzostw Europy  | Maribor        | rzut dyskiem           | 2. miejsce  | 64,88 |

## Rekordy życiowe
- pchnięcie kulą (5 kg) – 20,35 (2009)
- pchnięcie kulą (stadion, 6 kg) – 19,90 (2011)
- pchnięcie kulą (hala, 6 kg) – 20,10 (2011)
- pchnięcie kulą (stadion, 7,26 kg) – 19,22 (2012)
- pchnięcie kulą (hala, 7,26 kg) – 19,32 (2013)
- rzut dyskiem (1,5 kg) – 60,94 (2009)
- rzut dyskiem (1,75 kg) – 63,83 (2011)
- rzut dyskiem (2 kg) – 70,68 (2023) rekord Austrii